# هنری پاتینجر
هنری پاتینجر (انگلیسی: Henry Pottinger; ۳ اکتبر ۱۷۸۹ – ۱۸ مارس ۱۸۵۶) سیاستمدار و از افسران نظامی کمپانی هند شرقی بریتانیا بود. هنری پاتینجر هنگامی که در پیاده نظام بمبئی خدمت می کرد توسط سر جان مالکوم به ایران فرستاده شد تا اطلاعات جامعی به ویژه اطلاعات جغرافیایی و ارضی از ایران کسب کند.

نقشه ستوان پاتینگر از بلوچستان و سند که مسیرهای سفر او را نشان می دهد از کتاب سفر بلوچستان و سند

## کتابشناسی
سفر در بلوچستان و سند; همراه با گزارشی جغرافیایی و تاریخی از آن کشورها